# BewegungPlus
Die BewegungPlus (Bewegung plus) ist eine evangelische Freikirche mit rund 5’000 Mitgliedern in 30 Lokalkirchen der deutschsprachigen Schweiz. Sie ist die zweitgrösste pfingstliche Freikirche der Schweiz, vernetzt ihre lokale Jugendarbeiten sowie Gemeinden schweizweit, gibt die halbjährlich erscheinende Verbandszeitschrift bewegt heraus und führt eine gemeinsame missionarische Arbeit unter dem Namen "MissionPlus". Die BewegungPlus gehört zum Verband Freikirchen.ch – Dachverband Freikirchen und christliche Gemeinschaften Schweiz.
Das Gründertrio bestand aus Geistlichen aus der lutherischen, der reformierten und der methodistischen Kirche. Die BewegungPlus sieht sich als ein Teil des Protestantismus und als täuferisch und pfingstlerisch geprägte Freikirche mit Wurzeln in der Heiligungsbewegung.

## Geschichte
1927 entstand diese pfingstliche Freikirche durch Vorträge und Bibelwochen des pensionierten und ab 1919 in der Schweiz von Berner Oberland aus wirkenden süddeutschen Pfarrers Christoph Drollinger auf der Plötschweid ob Riggisberg. Drollinger kam am 31. Oktober 1861 als Sohn eines Leipziger Bäckermeisters zur Welt, er studierte Theologie in Leipzig (Greifswald), Rostock, Halle und Tübingen; und er starb 1943. Auslöser war eine evangelistische Woche einer kleinen Gruppe der Heilsarmee in Rüti bei Riggisberg 1927. Aus den charismatisch geprägten Konferenzen entstand ein Netzwerk von kleinen Hausgemeinden, die damals Stubenversammlungen genannt wurden, die sich 1933 zur Gemeinde für Urchristentum zusammenschlossen. Durch den apostolischen Charakter war die Bewegung zentralistisch organisiert.
1937 entstand auf dem Bauernhof Hasli der Familie Wüthrich oberhalb von Signau ein Zentrum der neuen Bewegung, was seine Ursache in der Erweckungsbewegung in der Methodisten-Kirche Signau hatte: 1936 stiess der Berner Apothekergehilfe Johann Widmer zur neuen Gruppe. Als Laienprediger der Methodisten-Kirche hielt er in seiner Denomination Gottesdienste nach dem Vorbild der Plötschweid-Veranstaltungen. Der methodistischen Distriktsleitung war die Sache nach einigem Abwarten dann nicht mehr geheuer und so trennte man sich. Dies war der Anlass zur Bildung der eigenen Gemeinde in Signau Ende 1937. Gründertrio der neuen Denomination war neben Drollinger und Widmer auch der reformierte Pfarrer Robert Willenegger. Die erste Versammlung im Hasli fand am 6. Oktober 1937 statt, an der rund 20 Personen, vorwiegend Methodisten teilnahmen.
1946 kam die GfU über einen dänischen Jongleur des Zirkus Knie in Kontakt mit der Apostolsk Kirke in Dänemark, die ab 1909 durch die Zeltmission entstand und einen Zusammenhang mit der Erweckung in Wales hatte. Durch ihr Vorbild entstanden in den GfU-Gemeinden die apostolischen Ämter Apostel, Lehrer und Prophet. 1947 kommt das Amt des Ältesten in den Lokalgemeinden dazu, das Männern vorbehalten ist. Seit 1959 gibt es das zentrale Amt des Präsidenten. Der erste Präsident war Robert Willenegger. 1962 wurden die GfU-Gemeinden in vier Verwaltungs-Gebiete eingeteilt. Diese Ordnung galt bis 2007.
Von 1961 bis 1973 bestand, nach einem ersten Treffen am 23. März 1959 in Zürich, eine feste Einheitskonferenz mit der Schweizerischen Pfingstmission SPM und den Freien Christengemeinden FCG, wobei die FCG seit 1994 in die SPM integriert ist. Die Unterschiede zur SPM liegen darin, dass die GfU eine enge Beziehung zur apostolischen Bewegung pflegen und die prophetischen Gaben intensiv verwenden.
Mit der SPM wird seit 1969 die Zeitschrift Wort und Geist herausgegeben. 1970 beschlossen die Gfu-Leiter eine vertiefte Arbeitsgemeinschaft mit der SPM, aber keine Fusion. Die drei pfingstlerischen Freikirchenverbände gründeten 1973 auf der Rütliwiese den Bund Pfingstlicher Freikirchen BPF als lose Dachorganisation.
Ab 1964 wurde gemeinsam mit der Schweizerischen Pfingstmission eine gemeinsame Bibelschule in Gunten und Emmetten geführt. Sie bestand bis 1998. Die berufsbegleitende Leiterschulung wurde neu organisiert. 2002 wurde das InstitutPlus gegründet, welches Kurse anbietet, die ein, zwei oder vier Jahre dauern.
| Jahr              | 1940 | 1950 | 1960  | 1970  | 1980  | 1990  | 2000  | 2010  |
| Mitglieder ca.    | n.n. | n.n. | 1'100 | 2'100 | 3'100 | 4'000 | 4'500 | 4'400 |
| Gottesdienst-Orte | 10   | 36   | 60    | 78    | 63    | 38    | 44    | 44    |
| Kirchgemeinden    | 3    | 9    | 18    | 24    | 24    | 30    | 32    | 36    |

Aus den Kreisen der GfU wurden und werden Missionare in alle Richtungen ausgesandt, mit Schwerpunkten in Kamerun, Peru und Asien. Ab 1975 waren GfU-Missionare auch in Obervolta (heute Burkina Faso) tätig. Die dortige Schwesterkirche Eglise Apostolique wuchs von 1975 bis 1987 von 185 auf 5'000 Mitglieder mit 27 Gemeinden und 26 Aussenstationen. In Kamerun zählte die Apostolic Church Cameroon 40'000 bis 60'000 Mitglieder in etwa 600 Gemeinden und Versammlungsorten. In Peru feiert 2017 die Maranata ihr fünfzigjähriges Bestehen mit 15'000 Mitgliedern.
1991 hatte der GfU-Verband eine neue Verfassung und neue Statuten erarbeitet. Als Vorstand amtierte fortan ein achtköpfiger Rat, welcher den bisherigen Landrat mit über vierzig vollzeitlichen Predigern ablöste.
Aus dem französischsprachigen Teil der Schweiz kamen rund zehn weitere Gemeinden zur Bewegung hinzu. Sie nennen sich Mouvement Plus. 1999 wurden die Gemeinden der Romandie aus Gründen der administrativen Vereinfachung juristisch eigenständig. EAER und GfU/BP tragen gemeinsam das Missionswerk MissionPlus.
Im Jahr 2000 trat der GfU-Verband aus dem Dachverband BPF aus, nachdem eine Fusion mit der Schweizerischen Pfingstmission aufgrund des Generationenwechsels in der Leiterschaft nicht mehr als mögliches Ziel gewünscht wurde. Trotz Gemeinsamkeiten in theologischen Kernfragen wurden die kulturellen Unterschiede erkannt.
Seit 2001 nennt sich die GfU in der Deutschschweiz BewegungPlus. Ihr zentrales Sekretariat befindet sich in Thun.
An der Leiterkonferenz 2002 wurde beschlossen, dass der Leiterschaftsdienst in den Gemeinden der BewegungPlus fortan auch den Frauen offensteht. Die einzelnen Gemeinden haben die Freiheit, selber zu bestimmen, wie Frauen mitarbeiten. 2004 wurde in der BewegungPlus die erste Frau ordiniert.
2003 wurde die Jugendarbeit neu innerhalb des Verbandes organisiert und heisst YouthPlus.
Seit 2007 gab es einen Wechsel in der Art der Zusammenarbeit der BP-Gemeinden. Statt Gemeinde-Gebiete mit bis zu zehn Gemeinden gibt es nun einen verbindlicheren Zusammenschluss von nahe gelegenen Gemeinden zur gegenseitigen Unterstützung. Zum Beispiel sind die Gemeinden in Dietikon, Zürich und Horgen näher verbunden oder Basel mit Reinach BL, Liestal und Laufen BL usw.
Die Gemeinden sind als selbständige Vereine organisiert. Sie gaben im Jahr 2010 pro Mitglied rund 1700 Franken aus (ohne Mission und Zentralverband). Nicht wenige der BP-Gemeinden sind aus Hauskreisen anderer BP-Gemeinden entstanden. Eine grosse BP-Gemeinde ist das Zentrum Arche in Seen (Winterthur) mit rund 600 Mitgliedern.

## Theologie
Die BewegungPlus ist als evangelische Freikirche Teil des breiten und vielfältigen Stromes der Reformationskirchen. Das besondere Gepräge erhält die Freikirche durch ihre geschichtlich bedingte Verwurzelung in der Pfingstbewegung, Heiligungsbewegung und Apostolischen Bewegung.
- Von der Pfingstbewegung übernahm sie die Überzeugung, dass sich der Heilige Geist auch heute noch erleben lässt durch die Charismen wie Prophetie oder Zungenrede.

- Von der Heiligungsbewegung übernahm sie die Überzeugung, dass jeder Gläubige eine persönliche Glaubensentscheidung (Bekehrung) treffen muss, was sich dann auch in einem veränderten Lebensstil (Heiligung) ausdrückt, der ein Leben lang andauert.

- Die apostolischen Kirchen, die in einem eigenen Netzwerk europäisch und weltweit verbunden sind und regelmässige gemeinsame Konferenzen durchführen, betonen in Anlehnung an Eph 4,11 LUT die Bedeutung des fünffachen Dienstes: Apostel, Propheten, Evangelisten, Hirten und Lehrer. Die BewegungPlus setzte aber nie Apostel oder Propheten in ein offizielles Amt ein, sondern anerkannte immer wieder besondere Dienstbegabungen. Im praktischen Leben der Bewegung und der Lokalkirchen spielt die apostolische Vision eine untergeordnete Rolle.

Die Theologie der BewegungPlus möchte bewusst eine Gemeinde-Theologie sein. Zudem kommt in der konkreten Ausformung Beziehung vor Rechtgläubigkeit und Dienst vor Amt. Das Reich Gottes soll mit seinen Werten wie Liebe, Annahme und Versöhnung in den Gemeinden verwirklicht und durch die Mitglieder in ihrem Umfeld gelebt werden.

## Leitungsstruktur
Die BewegungPlus ist vereinsrechtlich organisiert und im Handelsregister der Schweiz eingetragen. Die über 30 Mitgliedskirchen, die alle ebenfalls als Vereine organisiert sind, entsenden entsprechend ihrer Grösse Delegierte an die Jahreshauptversammlung des Vereins BewegungPlus, wo u. a. auch der geschäftsführende Vorstand gewählt wird. Bis 2017 war Toni Nyffenegger Präsident, seit 2018 Thomas Eggenberg.